# Nebrídio (sobrinho de Élia Flacila)
Nebrídio (em latim: Nebridius) foi um nobre romano do século IV, membro da dinastia teodosiana. Sobrinho da imperatriz Élia Eudóxia, a esposa do imperador Teodósio (r. 378–395), foi educado ao lado dos herdeiros imperiais Arcádio (r. 383–408) e Honório (r. 395–423) no palácio imperial.
Reteve ofício palatino com honras excepcionais e era famoso como cristão devotado e por sua caridade, estando sempre junto de monges e do clero. Casou-se com Salvina, filha de Gildão, com quem teve um filho chamado Nebrídio. O ano de sua morte é desconhecido, mas se sabe que faleceu jovem.